# Discinesia tardía
La discinesia tardía ( TD ) es un trastorno que provoca movimientos corporales repetitivos e involuntarios, entre los que es posible observar: muecas, sacar la lengua o relamerse los labios. Además, puede haber movimientos bruscos rápidos o movimientos de contorsión lentos. Aproximadamente en un 20 % de las personas con DT, el trastorno interfiere con el desenvolvimiento diario.
La discinesia tardía se presenta en algunas personas como resultado del uso prolongado de medicamentos bloqueadores de los receptores de dopamina, tales como los antipsicóticos y la metoclopramida. Estos medicamentos por lo general se utilizan para el tratamiento de enfermedades mentales, aunque también pueden ser administrados para tratar problemas gastrointestinales o neurológicos. La condición, por lo general, se desarrolla luego de meses o años de uso. El diagnóstico se sustenta en los síntomas, luego de descartar otras posibles causas.
Se intenta prevenir la afección haciendo uso de la dosis más baja posible de neurolépticos, o su interrupción si es posible. El tratamiento se basa en la suspensión del medicamento neuroléptico siempre que sea posible, o su rotación a clozapina. Otros medicamentos de elección para disminuir los síntomas son la valbenazina, tetrabenazina o la toxina botulínica. Con tratamiento, algunos ven una resolución de los síntomas, mientras que otros no.
Las tasas de incidencia entre los que consumen antipsicóticos atípicos es de alrededor del 20 %, mientras que los que consumen antipsicóticos típicos tienen tasas de alrededor del 30 %. El riesgo de adquirir la condición es más alto entre las personas de mayor edad. El término "discinesia tardía" se utilizó por primera vez en 1964.